# 파나소닉코리아
파나소닉코리아(Panasonic Korea)는 한국 내 파나소닉, 테크닉스 브랜드 상품의 유통 및 고객관리를 위해 파나소닉 주식회사가 100% 출자한 회사로, 2000년 11월 10일 설립되어, 2001년 4월 1일부터 영업 활동을 시작하였다. 부산광역시 부산진구 범천동에 부산사무소가 있다.

## 주요 상품
- 디지털AV: 디지털카메라, 캠코더, SD메모리, AV악세서리
- 생활가전: 다리미, 비데
- 뷰티&헬스: 전해수기, 에스데, 면도기, 오랄케어, 드라이어, 운동기구, 안마의자, 혈압계
- 비즈니스 솔루션: CCTV, POS, 스캐너, IP카메라, 터프북, 프로젝터
- 프로페셔널AV: 방송캠코더, 방송장비, 카메라시스템
- 기타제품: 전동공구, 카오디오, 램프 등

## 관계회사
- 파나소닉디바이스세일즈코리아

## 같이 보기
- 파나소닉
- 아남전자 → 70년대 일본 내쇼날 기술제휴 관계한 기업이다.